# 佐々木茂喜
佐々木 茂喜（ささき しげき、1959年 - ）は日本の実業家。オタフクホールディングス（広島市西区商工センター）元代表取締役社長。広島経済同友会代表幹事、同観光振興委員長。広島修道大学の卒業生。広島修道大学同窓会副会長。

## 人物・経歴
オタフクソースで知られるお多福グループの総帥。大正11年創業の醤油・酢卸売業からスタートした同社は佐々木商店をスタートとした、祖父の清一、叔父の尉文の代で、お多福酢・お好み焼き用のオタフクソースを開発販売し、それぞれ大ヒット商品となる。その後、茂喜はこれを発展させ、オタフクソース株式会社を中核（２００９年設立）に、ユニオンソース株式会社（１９４９年設立）、お好みフーズ株式会社（１９８６年設立）、Otafuku Foods,Inc.（１９９８年設立）、お多福醸造株式会社（１９９９年設立）、中国とマレーシアの現地法人及びパッケージングを担当するOPP株式会社を含むお多福グループを形成している。

## テレビ番組
- 日経スペシャル カンブリア宮殿 たかがソース、されどソース・・・ ソースに命をかけて60年　広島発「食卓の脇役」が天下統一へ！（2013年9月12日、テレビ東京）[1]